# Ahmad Al-Afasi
Ahmad Alafasi (sinh ngày 10 tháng 1 năm 1983) là một vận động viên người Kuwaiti, người đã tham gia cuộc thi Bắn súng đôi nam trong Thế vận hội mùa hè 2016. Anh đã tham gia đội vận động viên Olympic độc lập.